# Општина Мереј (Бузау)
Мереј (рум. Merei) општина је у Румунији у округу Бузау.
Oпштина се налази на надморској висини од 173 m.